# A Bitter Day
"A Bitter Day'"는 대한민국의 댄스 팝 가수 현아의 노래이다. 현아의 첫 미니 앨범인 Bubble Pop!의 발매를 앞두고 "A Bitter Day"를 싱글로 2011년 6월 30일 발매했다. 이 노래에는 비스트의 용준형과 G.NA가 피처링으로 참여했고, 최규성이 작곡했다.

## 배경
현아는 5월에서 6월 사이에 솔로로 컴백한다는 설이 있었다. 그러나, 확정된 것은 아니였다.
2011년 6월 27일 새 음반의 재킷 사진을 공개하며 컴백을 예고했다. 재킷 사진에는 현아의 문신 사진을 공개했는데, 문신 내용은 "내 어머니는 나를 살아있게 하는 심장이다"였다. 이어 같은 날, GS25의 TV 스크린을 통해 풍선껌을 물고있는 현아의 재킷 사진이 공개되었다. 이후 2011년 7월 5일로 현아의 첫 미니 앨범 Bubble Pop!의 발매 일정이 확정되었고, 이에 앞서 앨범의 유일한 발라드 노래 "A Bitter Day"를 싱글로 2011년 6월 30일 발매했다.

## 트랙 리스트
디지털 다운로드
1. "A Bitter Day" ― 3:47

## 차트
| 차트(2011)                   | 최고 순위 |
| ---------------------------- | --------- |
| 가온 디지털 종합차트         | 10        |
| 가온 온라인 스트리밍 차트    | 53        |
| 가온 온라인 다운로드 차트    | 9         |
| 가온 온라인 BGM 차트         | 6         |
| 가온 모바일차트 (벨소리)     | 91        |
| 가온 모바일차트 (통화연결음) | 55        |